# Сергей Вите
Сергей Юлиевич Вите (на руски: Сергей Юльевич Витте) е руски финансов министър (1892 – 1903) и първият конституционен министър-председател на Руската империя (1905 – 1906). Той работи по съчетаването на здравата авторитарна власт с модернизация по западен модел. Счита се за една от главните фигури в руската политика към края на 19 и началото на 20 век. Удостоен е с титлата граф за службата си при договарянето на условията за мир в края на Руско-японската война.
Вите е нито либерал, нито консерватор. Той привлича чуждестранни капитали, които да подпомогнат индустриализацията на икономически изоставащата Руска империя. Служи при последните двама руски императори: Александър III и Николай II.

## Биография
Бащата на Вите е с холандско потекло и ръководи селскостопанския департамент към службата на генерал-губернатора в Кавказ. Майка му е от благородническо семейство. Детството на Вите в Кавказ е щастливо. След като завършва успешно специалност математика от Новоросийския университет, Вите смята да поеме по пътя на академична кариера, но накрая решава да последва съвета на семеен приятел (министъра на комуникациите) и постъпва на работа в администрацията на железниците. След период на работа в канцеларията на генерал-губернатора на Одеса и Бесарабия (1871 – 1874), Вите започва да изучава железопътна администрация в одеския железопътен клон на министерството на комуникациите. Води дисциплиниран и подреден живот, който е диктуван отчасти от нуждата да успява в живота. Към момента на избухване не Руско-турската война, той вече заема позиция, от която контролира целия трафик към фронта по одеските железници. По това време разработва иновативна система на работа на смени, която позволява да се смекчат забавянията.
Вите засвидетелства своята липса на бюрократична предубеденост като назначава хора от всякакви националности (евреи, украинци, поляци) за свои подчинени и развива добри отношения с пресата. Икономическата му проницателност се проявява в събирането и употребата на железничарски статистики и въвеждането на ефективни товарни тарифи, с които увеличава доходите.
През 1889 г. е поканен да основе железопътен департамент в министерството на финансите. Издига се бързо и става министър на комуникациите (февруари 1892 г.) и министър на финансите (август 1892 г.). Мащабните планове за икономическо развитие на Руската империя съставляват ядрото на политиката на Вите. Той цели премахването на неблагоприятните условия, които възпрепятстват икономическото развитие на страната, както и установяването на здрав дух в предприятията. Използвайки властта си, Вите провежда широк набор от дейности. Той преустройва държавната банка, така че нови капитали стават налични за промишлеността. Основават се параходни компании, морски и инженерни училища. Поощряват се спестовните банки, корпоративните закони са реформирани, а рублата става конвертируема. Вите играе ключова роля в заемането на големи заеми от Франция, Великобритания, Белгия и Германия, с които да се финансира руската индустриализация.
Вите влага най-много енергия в насърчаване построяването на железници, особено Транссибирската железница. Той я разглежда не само като начин да се урбанизират селските райони, но и като икономически стимул сама по себе си, бидейки връзка между европейската и азиатската част на Русия. Освен това, чрез нея той цели да превърне Русия в основния посредник между Западна Европа и Далечния Изток. В продължение на почти десетилетие системата на Вите се радва на значителен успех, но към края на века международната несигурност (Бурската война, Испано-американската война, Боксерското въстание) намалява потока на чуждестранни заеми към Русия, а стачките и размириците в страната разкриват, че по-голямата част от населението вече няма да толерира снижените жизнени стандарти, причинявани от политиките на Вите. Освен това, влиятелните селскостопански интереси, които винаги са били в противовес на подкрепата на Вите за индустриализация на държавата, успяват да достигнат с опозицията си до съда. Взаимоотношенията на Вите с император Николай II също са обтегнати. През август 1903 г. Вите е освободен от длъжността си в министерството на финансите и е назначен на символичната позиция председател на Комитета на министрите.
Той е принуден да гледа безсилно отстрани, докато руското правителството влиза в пагубна война с Япония. Въпреки това, той въвежда особено важни услуги в империята през 1905 – 1906 г. През юли 1905 г. е назначен за главен руски пълномощник за провеждане на мирни преговори с Япония. Вите спечелва неочаквано благоприятни условия за Русия, но това му постижение не го прави по-популярен в родината му.
В политическо отношение Вите, макар да мрази конституционализма във всичките му форми, използва влиянието си, за да убеди императора да издаде Октомврийския манифест от 1905 г., който предвижда вид представително правителство. Не по-малка е ролята на Вите като министър-председател в новата форма на управление, организирайки репресиите срещу Петербургския съвет на работническите депутати, военните бунтове в Далечния Изток, стачките в Южна Русия и селските въстания в Прибалтика в периода 1905 – 1906 г. Играе и ключова роля в договарянето на поредица заеми от европейски банки, които възстановяват руските финанси през 1906 г., намиращи се в много сериозно положение след загубата в Далечния Изток и повсеместните бунтове от предходната година.
Това е и последната възможност на Вите да служи на страната си. Той е принуден да напусне поста си през април 1906 г., след като губи и малкото доверие, което Николай II има в него. Последващите му опити да играе роля в политиката или да ѝ влияе, са неуспешни. През 1914 – 1915 г. напразно се противопоставя на влизането на Русия в Първата световна война. Умира огорчен и обезсърчен, предсказвайки бедствие за Руската империя.

## Наследство
Репутацията на Вите първоначално е засенчена от упадъка на царизма, но в днешно време се цени за тласъка му към модернизиране на иначе изоставащата империя и като предвестник на комунистите по отношение на политиката за въвеждане на индустриална революция в страната. Все пак, Вите работи в неблагоприятна за него политическа обстановка, която вероятно е несъвместима с индустриализацията на първо време и която в крайна сметка го побеждава.